# (62071) Voegtli
(62071) Voegtli est un astéroïde de la ceinture principale.

## Description
(62071) Voegtli est un astéroïde de la ceinture principale. Il fut découvert le 8 septembre 2000 à Gnosca par Stefano Sposetti. Il présente une orbite caractérisée par un demi-grand axe de 2,54 UA, une excentricité de 0,20 et une inclinaison de 13,0° par rapport à l'écliptique.

## Compléments